# Sirótine (Severodonetsk)
Sirótine (en ucraniano: Сиротине, romanizado: Syrotyne, en ruso: Сиротино, romanizado: Sirótino) es un asentamiento urbano ucraniano perteneciente al óblast de Lugansk. Situado en el noreste del país, formaba parte del municipio de Severodonetsk hasta 2020, aunque ahora es parte del raión de Severodonetsk y centro del municipio (hromada) de Sirotine. 
La ciudad se encuentra ocupada por Rusia desde el 25 de junio de 2022, siendo administrada como parte de la de facto República Popular de Lugansk.

## Geografía
Sirótine se encuentra en la llanura aluvial del río Donets, 4 km al norte de Severodonetsk y 64 km al noroeste de Lugansk.

## Historia
El pueblo se mencionó por primera vez por escrito en 1684.
Sirótine fue elevada a un asentamiento de tipo urbano en 1938. En la década de 2000, se completó la construcción de gasoductos en las calles de Sirótine y se gasificó el pueblo.

## Estatus administrativo
Hasta el 18 de julio de 2020, Sirótine fue parte del municipio de Severodonetsk. El raión se abolió en julio de 2020 como parte de la reforma administrativa de Ucrania, que redujo el número de rayones del óblast de Lugansk a ocho. Desde entonces, Sirótine forma parte del raión de Severodonetsk.

## Demografía
La evolución de la población entre 1989 y 2020 fue la siguiente:
| 1248                                                          | 1242 | 1604 | 1619 | 1605 |
| (Fuente: Cities & Towns of Ukraine y UKRAINE: Größere Städte) |      |      |      |      |

Según el censo de 2001, la gran mayoría de la población tiene como lengua materna el ruso (71,34%), seguidos por los hablantes de ucraniano (28,26%).

## Infraestructura

### Transporte
Un autobús sale todos los días de Sirótine a Severodonetsk. En la frontera occidental del pueblo se encuentra el aeropuerto de Severodonetsk.